# Stazione di Bovisio Masciago-Mombello
Stazione di Bovisio Masciago-Mombello vasútállomás Olaszországban, Lombardia régióban, Bovisio-Masciago településen.

## Vasútvonalak
Az állomást az alábbi vasútvonalak érintik:
- Milánó–Asso-vasútvonal

## Kapcsolódó állomások
A vasútállomáshoz az alábbi állomások vannak a legközelebb:
- Stazione di Varedo
- Stazione di Cesano Maderno (1879)